# نغوين تان دونغ

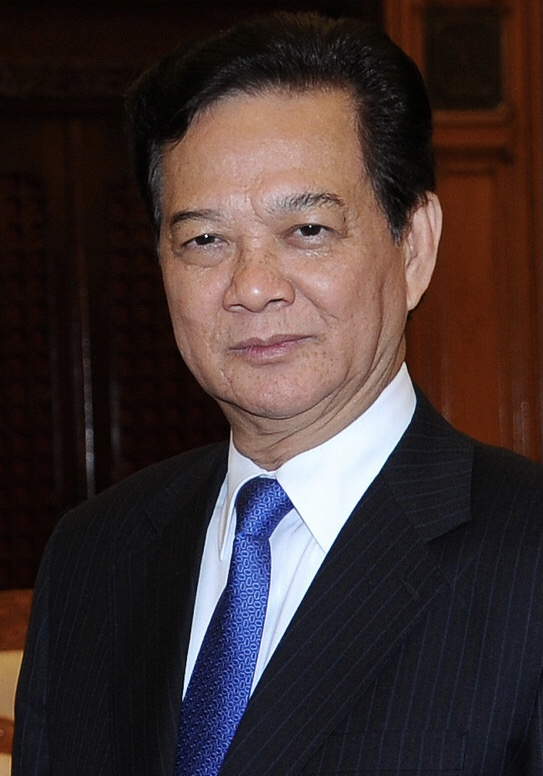
Nguyễn Tấn Dũng (2014)

نكوين تان دونك (17 نوفمبر 1949 - )، رئيس وزراء جمهورية فيتنام منذ عام 2006. ولد في مقاطعة كا ماو.

## روابط خارجية
- نغوين تان دونغ على موقع مونزينجر (الألمانية)